# Algorave
Un algorave (d'un algorisme i rave) és un esdeveniment en què la gent balla amb música generada a partir d'algoritmes, sovint mitjançant tècniques de codificació en viu. Alex McLean de Slub i Nick Collins van encunyar la paraula "algorave" el 2011 i el primer esdeveniment amb aquest nom es va organitzar a Londres, Regne Unit. Des de llavors s'ha convertit en un moviment, amb algoraves que tenen lloc a tot el món.

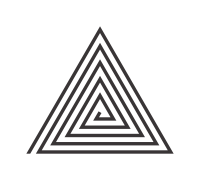
Algorave logo (Un spirangle), basat en un tres-armat "Brigid Cross".

Algoraves poden incloure una gamma d'estils, incloent una forma complexa de mínim tecno, i el moviment ha estat descrit com a lloc de reunió de filosofia hacker, cultura geek, i clubbing. Tot i que algorave els músics han estat comparats amb DJs, són de fet improvisadors, creant la música viva, normalment per escriure o modificant codi, més que barrejar música enregistrada.
En certa manera, el músic de l'ordinador pot no ser el punt principal d'atenció de l'audiència i, en canvi, l'atenció es pot centrar en una pantalla que mostra la codificació en directe, és a dir, el procés d'escriptura del codi font, de manera que el públic no pot ballar ni escoltar la música generada pel codi font, però també per veure el procés de programació.
Els enfocaments algorítmics s'han aplicat durant molt de temps a la música electrònica de ball des dels anys setanta, quan Brian Eno va establir pràctiques musicals aleatòries que van evolucionar cap a música generativa al llarg de la seva llarga carrera. Això, al seu torn, va influir en la cultura i el techno rave dels anys noranta per Farmers Manual, Autechre i Aphex Twin. L'Anti EP va ser una resposta explícita a la Llei de justícia criminal i ordre públic de 1994, específicament la pista "flutter" com a mitjà per crear "ritmes no repetitius" en raves que havien estat prohibits per la redacció de la llei. La famosa snare rush de l'EP Girl/Boy del 1996 és una forma anterior de codificació algorítmica digital i apareixia a la música electrònica influenciada per la bateria i el baix de principis a mitjans dels anys noranta, aquest enfocament es va convertir posteriorment en una música glitch. L'ús tradicional d'algoritmes inclou la dansa Maypole, on s'aplica a la dansa mateixa com una forma de coreografia algorítmica i de repic de campanes. El primer autoproclamat "algorave" es va celebrar a Londres com a concert d'escalfament per al SuperCollider Symposium 2012. Tanmateix, el nom es va encunyar per primera vegada el 2011, després que els programadors Nick Collins i Alex McLean es sintonitzessin a Happy hardcore, una emissora de ràdio pirata de camí cap a una actuació al Regne Unit. Des de llavors, algorave s'ha anat convertint en un moviment internacional, amb algoraves que s'han celebrat principalment a Europa i Àsia; i uns quants esdeveniments a Austràlia i Amèrica del Nord.
Algorave també pot ser considerat un moviment de música internacional amb una comunitat de músics electrònics, artistes visuals i tecnologies en desenvolupament.